# 斯姆爾克山麓新城

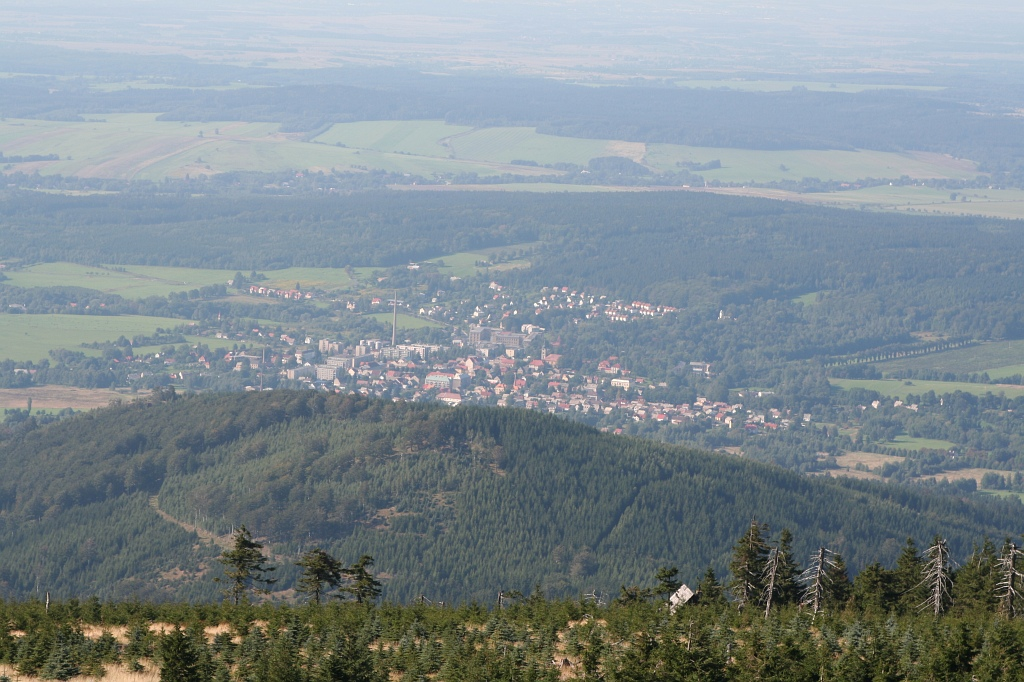

斯姆爾克山麓新城是捷克的城鎮，位於該國北部，毗鄰與波蘭接壤的邊境，由利貝雷茨州負責管轄，始建於1584年，面積28.93平方公里，2005年人口3,922。

## 外部連結
- Municipal website （页面存档备份，存于） （捷克文）